# کربی گرانت
کربی گرانت (انگلیسی: Kirby Grant؛ ۲۴ نوامبر ۱۹۱۱ – ۳۰ اکتبر ۱۹۸۵) هنرپیشه و نوازنده اهل ایالات متحده آمریکا بود.